# Rõuge (gemeente)
Rõuge (Estisch: Rõuge vald, Võro: Rõugõ vald) is een gemeente in de Estlandse provincie Võrumaa. De gemeente telde 4.748 inwoners op 1 januari 2024 en heeft een oppervlakte van 933,22 vierkante kilometer. De gemeente grenst in het zuiden aan Letland en in het oosten aan Rusland en is Estlands meest zuidelijke gemeente. Bij Parmu ligt het drielandenpunt tussen Estland, Letland en Rusland.
In oktober 2017 werden de gemeenten Haanja, Mõniste en Varstu en het grootste deel van de gemeente Misso bij de toen bestaande gemeente Rõuge gevoegd. 
De landgemeente Rõuge telt liefst 274 dorpen en drie grotere nederzettingen met de status van alevik (vlek), de hoofdplaats Rõuge, Misso en Varstu. De grootste dorpen zijn Ruusmäe, Viitina, Nursi en Krabi. De plaats Rõuge bezit een middeleeuwse kerk.
Een kwart van het grondgebied van Rõuge ligt in het natuurpark Haanja. Hier ligt ten zuidoosten van de plaats Rõuge het meer Rõuge Suurjärv, dat behoort tot een keten van zeven meren in het Rõuge-oerstroomdal. Het meer is 38 m diep en daarmee het diepste van Estland. In het natuurpark bevindt zich ook de Hinni-kloof, waar de beek Enni oja over een afstand van driehonderd meter wordt omzoomd door zandsteenontsluitingen.
Het dorp Kokõmäe was in de 19de eeuw de bakermat van de orgelbouwersdynastie Kriisa, die tot op heden actief is.

## Plaatsen
Rõuge heeft:
- drie plaatsen met de status van alevik (vlek): Rõuge, Misso en Varstu;
- 274 plaatsen met de status van küla (dorp): Aabra, Ahitsa, Ala-Palo, Ala-Suhka, Ala-Tilga, Andsumäe, Augli, Haabsilla, Haanja, Häärmäni, Haavistu, Haki, Hallimäe, Hämkoti, Handimiku, Hanija, Hansi, Hapsu, Härämäe, Harjuküla, Heedu, Heibri, Hino, Hintsiko, Hinu, Holdi, Horoski, Horosuu, Horsa, Hotõmäe, Hulaku, Hurda, Hürova, Hürsi, Hüti, Ihatsi, Jaanimäe, Jaanipeebu, Järvekülä, Järvepalu, Jugu, Käänu, Kääraku, Kaaratautsa, Käbli, Kadõni, Kähri, Kahrila-Mustahamba, Kahru, Kaku, Kaldemäe, Kallaste, Kaloga, Kaluka, Kängsepä, Kangsti, Karaski, Karba, Kärinä, Karisöödi, Kaubi, Kaugu, Kavõldi, Kellämäe, Kergatsi, Kiidi, Kilomani, Kimalasõ, Kirbu, Kiviora, Koemetsa, Kogrõ, Kokõ, Kokõjüri, Kokõmäe, Kolga, Kõomäe, Kõrgepalu, Korgõssaarõ, Kotka, Krabi, Kriguli, Kuiandi, Kuklase, Kuklasõ, Külma, Kundsa, Kurgjärve, Kurõ, Kurvitsa, Kuuda, Kuura, Kuutsi, Laisi, Laitsna-Hurda, Laossaarõ, Lauri, Laurimäe, Leoski, Liguri, Liivakupalu, Lillimõisa, Listaku, Loogamäe, Lükkä, Lutika, Lüütsepa, Luutsniku, Mäe-Lüütsepä, Mäe-Palo, Mäe-Suhka, Mäe-Tilga, Mahtja, Mallika, Märdi, Märdimiku, Matsi, Mauri, Meelaku, Metstaga, Miilimäe, Mikita, Missokülä, Misso-Saika, Möldre, Möldri, Mõniste, Mõõlu, Muduri, Muhkamõtsa, Muna, Muraski, Murati, Murdõmäe, Mustahamba, Mutemetsa, Naapka, Nilbõ, Nogu, Nursi, Ortumäe, Paaburissa, Paeboja, Paganamaa, Pähni, Palanumäe, Palli, Pältre, Palujüri, Pärlijõe, Parmu, Parmupalu, Pausakunnu, Pedejä, Peebu, Peedo, Petrakuudi, Piipsemäe, Pillardi, Plaani, Plaksi, Põdra, Põdramõtsa, Põnni, Põru, Posti, Preeksa, Pressi, Pugõstu, Pulli, Pundi, Punsa, Pupli, Purka, Puspuri, Püssä,  Raagi, Rammuka, Rasva, Raudsepa, Raudsepä, Rebäse, Rebäsemõisa, Resto, Riitsilla, Ristemäe, Ritsiko, Rogosi-Mikita, Roobi, Rõuge-Matsi, Rusa, Ruuksu, Ruusmäe, Saagri, Saagrimäe, Saarlasõ, Sadramõtsa, Saika, Saki, Sakudi, Sakurgi, Saluora, Sandi, Sandisuu, Sänna, Sapi, Sarise, Saru, Savimäe, Savioja, Savioru, Sika, Sikalaanõ, Siksälä, Simmuli, Simula, Singa, Soekõrdsi, Soemõisa, Soodi, Söödi, Soolätte, Soomõoru, Sormuli, Suurõ-Ruuga, Suurõsuu, Tagakolga, Tallima, Taudsa, Tialasõ, Tiidu, Tiitsa, Tika, Tilgu, Tindi, Tõnkova, Toodsi, Trolla, Tsiamäe, Tsiiruli, Tsiistre, Tsirgupalu, Tsilgutaja, Tsolli, Tsutsu, Tummelka, Tundu, Tursa, Tuuka, Tüütsi, Udsali, Utessuu, Uue-Saaluse, Vaalimäe, Vaarkali, Vadsa, Väiko-Tiilige, Väiku-Ruuga, Vakari, Vanamõisa, Vana-Roosa, Vänni, Vastsekivi, Vastse-Roosa, Vihkla, Viitina, Viliksaarõ, Villa, Villike, Viru, Vodi, Vorstimäe en Vungi.

- Gemeinsame Normdatei: 3033048-8

Stadsgemeente: Võru

Landgemeenten: Antsla · Rõuge · Setomaa · Võru vald